# Thiên hoàng Kōmei
Thiên hoàng Kōmei (孝明天皇 (Hiếu Minh Thiên hoàng)/ こうめいてんのう Kōmei-tennō, 22 tháng 7, 1831 - 30 tháng 1, 1867) là vị Thiên hoàng thứ 121 của Nhật Bản, theo Danh sách Thiên hoàng truyền thống. Ông ở ngôi từ ngày 10 tháng 3 năm 1846 tới ngày 30 tháng 1 năm 1867. Tên thật của ông là Osahito (統仁 (Thống Nhân)) và trước khi lên ngôi ông có hiệu là "Hi Cung" (Hiro-no-miya (煕宮)).

## Phả hệ
Thiên hoàng Kōmei là con trai thứ tư của Thiên hoàng Ninkō. Chính phi của ông là Asako Kujo (九条夙子). Sau khi Thiên hoàng qua đời năm 1867, con ông là Mutsuhito lên nối ngôi đã phong Asako làm Hoàng hậu Eishō (英照皇后, còn gọi là Thái hậu Eishō). Mutsuhito là con thứ hai của Thiên hoàng Kōmei và Nakayama Yoshiko (中山慶子). Thiên hoàng Kōmei có sáu người con, gồm bốn người con gái và hai người con trai; nhưng chỉ có Mutsuhito - tức Thiên hoàng Minh Trị tương lai - là người duy nhất sống qua 2 tuổi.

## Lên ngôi Thiên hoàng

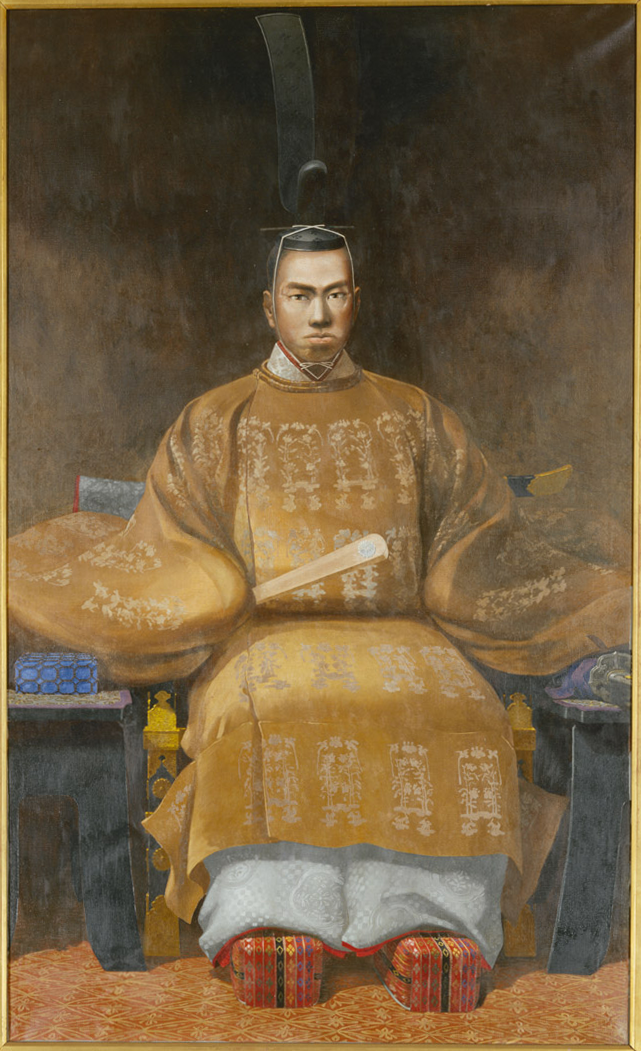
Thiên hoàng trong trang phục truyền thống

Ngày 10 tháng 3 năm 1846, thân vương Osahito lên ngôi ngay sau khi cha băng hà, lấy hiệu là Thiên hoàng Kōmei. Ông dùng lại niên hiệu của cha lập thành niên hiệu Kōka nguyên niên (3/1846 - 2/1848).

### Nước Mỹ "mở cửa" Nhật Bản (1853 - 1854)
Thời kỳ Thiên hoàng Kōmei lên ngôi đã chứng kiến sự "thúc bách" đòi mở cửa của các nước phương Tây với Nhật Bản, mở đầu là Mỹ. Thập niên 50 của thế kỷ XIX, cách mạng công nghiệp ở Mỹ phát triển mạnh nên công nhân Mỹ làm việc suốt ngày đêm mà không nghỉ ngơi nên họ cần đèn để soi sáng. Để kiếm nguyên liệu cho việc soi đèn, người Mỹ sử dụng tinh dầu (hay dầu cá) của cá voi (có nhiều ở phương Đông) làm nhiên liệu để đốt và thắp đèn. Hơn nữa, Mỹ muốn "mở cửa" Nhật Bản để có chỗ đứng trong con đường buôn bán với Trung Hoa. Chính những nguyên nhân đó đã thúc đẩy Mỹ phải "mở cửa" Nhật Bản. Một nhà văn Herman Melville đã viết: "Nhật Bản, cái nước đóng kín cửa khóa hai vòng kia, nếu một ngày nào phải tỏ ra hiếu khách, đó cũng là nhờ có những con tàu săn cá voi như chúng ta. Và chuyện như thế đang sắp sửa được thực hiện".
Ngày 7 tháng 8 năm 1853, Tư lệnh hạm đội Đông Ấn Độ của Mỹ là Matthew C. Perry (1794-1858) dẫn 4 chiếc thuyền có trang bị đại pháo đến thành phố cảng Uraga trao cho chính quyền quốc thư của Tổng thống Mỹ Millard Fillmore (1800-1874, tổng thống thứ 13, tại chức 1850-53) đòi Nhật phải mở cửa thông thương. Trước đe dọa này, Mạc phủ dùng kế hoãn binh, hẹn Perry năm sau sẽ trả lời. Perry vừa rút đi thì lập tức Đề đốc Putyaacutetin (Evfmij Vasalievich, 1803-1883)  đến Nagasaki và cũng đưa ra đòi hỏi tương tự như của Perry.
Trước tình hình ấy, Mạc phủ lúng túng không biết phải giải quyết như thế nào. Viên rōjū shuza (Lão trung thủ tọa, tương đương Thủ tướng Nhật lúc đó) là Abe Masahiro (1843 - 1855) tiến hành cuộc trưng cầu ý kiến xem ý kiến của các tầng lớp nhân dân Nhật Bản như thế nào. Trong số 61 ý kiến từ gần 400 bức thư trả lời của daimyo, cận thần của Shogun, nho gia thì có 26 ý kiến (chung) là nhượng bộ và chấp nhận đòi hỏi của Mỹ, 14 ý kiến mơ hồ và một số ý kiến khác không rõ rệt.
Ngày 13/02/1854, Perry trở lại Nhật với 7 chiếc thuyền xâm nhập vào sâu trong vịnh Edo, có ý dùng võ lực thật sự nếu thương thuyết không xong. Sau khi đặt chân lên Yokohama, thái độ của Perry trước sau vẫn cứng rắn tuy lời lẽ trong công hàm ngoại giao của Tổng thống Fillmore rất lịch sự. Masahiro ở thế quá kẹt đành phải chấp thuận đòi hỏi mở cửa hải khẩu của Mỹ. Ông cử Hayashi Akira làm đại diện của Nhật, ký với Perry bản Điều ước Kanagawa (31 tháng 3 năm 1854)
Nội dung của Hiệp ước thân thiện năm 1854, ngoài những lời hoa mỹ, có 4 điều khoản chính:
1) Nhật Bản sẽ cung cấp lương thực, chất đốt cho tàu thuyền Mỹ.
2) Hai bên hứa cứu hộ lẫn nhau mỗi khi có tàu thuyền gặp nạn.
3) Nhật thừa nhận việc Mỹ gửi lãnh sự đến đóng tại Shimoda và Hakodate.
4) Nhật dành cho Mỹ quyền quốc gia được ưu đãi đặc biệt.
Ngay sau Mỹ, Nhật lại ký với Nga hiêp ước Puyaacutetin. Hiệp ước này quy định là lãnh thổ của Nhật kể từ đảo Etorofu (Trạch Tróc) trở xuống phía Nam, còn từ đảo Uruppu (Đắc Phủ) trở lên phía bắc là lãnh thổ của Nga. Riêng đảo Karafuto (Hoa Thái) là nơi dân chúng hai nước có thể sống tạp cư. Nơi đây, hai bên không phân biên giới và dân chúng có thể tự do chọn nơi sinh sống. Người Nga được ghé Shimoda, Hakodate cũng như một cảng thứ ba là Nagasaki.
Năm 1856, Townsend Harris (1804-1878) được Tổng thống Mỹ là Franklin Pierce cử làm Tổng lãnh sự đầu tiên của Mỹ tại Shimoda, Nhật Bản (1856 - 1862). Đến trấn nhậm nhiệm sở mới, Harris tìm cách thương lượng với Shogun để ký Hiệp ước thông thương với người Nhật. Tuy nhiên, viên rōjū shuza kế nhiệm Masahiro là Hotta Masayoshi (1855 - 1858) lại là một người cứng rắn, cự tuyệt việc thông thương với Mỹ. Thêm nữa, vị Thiên hoàng tại ngôi là Kōmei lại rất ghét người ngoại quốc thậm tệ. Tư tưởng "nhương di" (bài ngoại) của triều đình trở thành tư tưởng chủ đạo và không được thay đổi. Để gây sức ép buộc Nhật Bản phải mở cửa, Harris bèn lấy sự việc quân Anh - Pháp đánh bại quân Thanh và ký với nhà Thanh Hiệp ước Thiên Tân (1858) để buộc được viên Đại lão Ii Naosuke (cầm quyền từ 1858 - 1860), buộc ông phải thông thương. Thương thuyết thành công, viên đại lão Naosuke ký với Mỹ Hiệp ước thông thương Mỹ - Nhật (6/1858) gồm 5 điểm:
1) Nhật mở cửa cho Mỹ các hải cảng ở Kanagawa, Nagasaki, Niigata, Hyôgo và hai đô thị Edo và Ōsaka.
2) Việc thông thương có nghĩa là mậu dịch được tự do.
3) Mở những nơi cư trú cho người ngoại quốc ở các bến cảng nhưng họ không được đi lại trên toàn quốc.
4) Thừa nhận quyền lãnh sự tài phán (trị ngoại pháp quyền).
5) Thừa nhận chế độ quan thuế theo hiệp định (Nhật Bản không có chủ quyền về quan thuế).

### Thanh trừng và vụ ám sát Đại lão Ii Naosuke (1858 - 1860)
Tháng 9/1858, Vụ thanh trừng Ansei (kéo dài đến 1859). Đại lão Naosuke tiến hành thanh trừng 100 người của Mạc phủ phản đối việc ông đưa người khác làm Shogun và hiện thực hóa Hiệp ước thương mại Mỹ - Nhật. Sự kiện này nhen nhóm hận thù của phe tôn vương do Satsuma chủ trương phải ám sát ông để báo thù.
Năm 1860, Đại lão Naosuke đã gửi Shinmi Masaoki (Tân Kiến Chính Hưng (新 見 正 興), 1822-1869) làm Đại sứ đầu tiên của Nhật Bản tại Mỹ. Cùng theo ông sang Mỹ là Phó đại sứ Muragaki Norimasa (村 垣 範 正), và Oguri Tadamasa (小 栗 忠順). Đoàn người hộ tống Đại sứ Nhật gồm 72 người, được Tổng thống Mỹ James Buchanan làm tiệc chiêu đãi tại thủ đô Washington, D.C. Để tỏ rõ tình hữu nghị với Nhật, Tổng thống Mỹ đã tặng cho phái đoàn Nhật một chiếc đồng hồ vàng khắc chân dung Tổng thống, làm quà gửi tặng Shogun.
Tháng 3/1860, nhân sự kiện đại ngục năm Ansei (1858 - 1859), các phiên sĩ Mito liên kết với các phiên sĩ của phiên Satsuma để mưu việc ám sát Ii Naosuke để báo thù. Ngày 3 tháng 3 âm lịch (24/3/1860), nhân lúc các người lính bảo vệ (60 người) của Ii Naosuke không kịp chuẩn bị tuốt kiếm bảo vệ chủ, những kẻ ám sát bắt đầu xuất hiện dưới chân thành Edo (cổng Sakuradamon) chặn kiệu của Ii Naosuke đang tiến vào thành Edo. Theo lời thuật của các nhân chứng, sau một tiếng súng lệnh, những kẻ tập kích gồm 17 ronin của Mito do Arimura Jisaemon (有村次左衛門), một samurai của phiên Satsuma cầm đầu đã ào ra, tiến sát tới kiệu của Ii Naosuke và đâm vào đó nhiều nhát kiếm. Sau đó họ đã lôi Ii Naosuke người bê bết máu từ trong kiệu ra và chém rơi đầu. Vụ Ii Naosuke bị ám sát được các nhà viết sử gọi là "Cuộc biến loạn ngoài cổng Sakuradamon" (Sakuradamongai no hen).
Năm 1861 - 1862, công sứ quán Anh ở Nhật của viên công sứ Anh Sir Rutherford Alcock (1859 - 1864) liên tiếp bị các lãng sĩ của phe tôn nhương (tôn quân) tấn công: năm 1861, các làng sĩ của phiên Mito tấn công công sứ quán Anh làm hai người bị thương. Năm sau (1862), nhóm võ sĩ phiên Chōshū của Takasugi Shinsaku phóng hỏa thiêu rụi công sứ quán.

### Cuộc đấu tranh giữa các phái (Satsuma, Chōshū) nhằm trao trả quyền hành cho Thiên hoàng
Trong phái "tôn nhương" (sonjō), bắt đầu có những tiếng nói kêu gọi hãy dẹp bỏ Mạc phủ để xây dựng một chính quyền mới với triều đình là trung tâm. Viên rōjū (hiếu trung) mới là Andō Nobumasa (1860–1862), người thay thế Ii Naosuke, đã tính đến việc xúc tiến việc kết hợp một cách êm đẹp giữa phái tôn nhương với phái theo mạc phủ trong một quá trình gọi là "công vũ hợp thể" (kōbu gattai). Andō dự tính đưa công chúa Chikako kết hôn với Shogun Tokugawa Iemochi, dù bà đã có hứa hôn với hoàng thân Arisugawa-no-Miya Taruhito. Việc này làm cho phái "tôn vương" do Mito, Satsuma và Aizu nổi giận và liên tiếp đem quân tấn công phái "nhương di" (chống người ngoại quốc, do phiên Chōshū cầm đầu): năm 1862, nhóm phiên sĩ của Mito tập kích đại quan Andō Nobumasa bên ngoài cửa Sakashita thành Edo, nhưng ông chỉ bị thương. Biến sự leo thang khiến cho lễ cưới của công chúa Chikako với tướng quân Iemochi có nguy cơ bị phá hoại, vì vậy Mạc phủ phải huy động quân đội đến từ hàng chục phiên khác nhau để bảo vệ đám rước dâu. Năm 1863 - 1864, sau sự kiện tập kích lữ quán Ikedaya (6/1864), phiên Chōshū phát binh trả đũa Satsuma và Aizu ở Kyoto vào Satsuma và Aizu ở Kyôto. Sử gọi là cuộc thảo phạt Chōshū lần thứ nhất. Chōshū thất bại, Mạc phủ buộc 3 vị karō (gia lão, trọng thần lãnh đạo chính trị của phiên) phải nhận lấy trách nhiệm gây nên cuộc chiến và mổ bụng tự sát (seppuku). Đầu của họ được gửi về mạc phủ để tạ tội, kết cuộc xem như đã được tha thứ.
Nhưng phe chống đối ở phiên Chōshū vẫn không chịu, tiếp tục các cuộc tấn công chống Mạc phủ và nước ngoài. Tháng 9/1864, sau khi bị quân nước ngoài truy kích và đánh bại, daimyō của phiên Chōshū là Mōri Takachika (1836-1869) cải cách quân đội theo kiểu phương Tây. Daimyō của phiên Satsuma là Shimazu Tadayoshi (1858-1871) bị trường hợp tương tự: quân đội Anh của viên công sứ Harry Smith Parkes (1865 - 1883) dùng thuyền nã pháo vào Kagoshima. Quân đội Satsuma chống trả mạnh mẽ và Anh đã bí mật ký mật ước liên minh với Satsuma, chống Mạc phủ rõ rệt. Tháng 1/1866, phiên Satsuma ký thỏa thuận đồng minh chống Mạc phủ. Đến tháng 6/1866, Mạc phủ cử quân thảo phạt Chōshū lần thứ hai. Nhưng lần này, Chōshū sử dụng vũ khí tối tân của phương Tây và có liên minh với Satsuma nên nhiều lần đánh bại quân Mạc phủ. Trận vây thành Hiroshima (9/1866), quân đội Mạc phủ liên tiếp thua trận và lợi dụng cơ hội Shogun Tokugawa Iemochi chết để rút quân.
Vị Shogun kế vị là Tokugawa Yoshinobu lên cầm quyền ngày 10/1/1867 đã đóng đô tại Kyoto mà không về Edo nữa. Dựa vào sự giúp đỡ của công sứ Pháp Léon Roches (1809-1901, lưu trú từ 1864-1868), Shogun tiến hành cải cách đất nước. Nghe theo lời khuyên của lãnh chúa phiên Tosa, Yamauchi Toyoshige (Sơn Nội Phong Tín, 1827-1872; do Sakamoto Ryōma thuyết phục) muốn trao trả chính quyền cho Thiên hoàng. Mặc dù người phát kiến là Ryōma bị ám sát chết trong một khu nhà trọ vào năm 1867, nhưng chính quyền Mạc phủ ngày càng sa lầy nghiêm trọng. Trước tình hình đó, Chōshū và Satsuma vận động daimyō của phiên Tosa là Yamauchi Toyonori (1859-1869) thuyết phục Shogun phải trao trả quyền hành cho Thiên hoàng để tránh nội chiến.
Đúng lúc tình hình đang phức tạp, Thiên hoàng Kōmei đột ngột băng hà, hưởng dương 37 tuổi. Kế vị ông là Thái tử Mutsuhito, lên ngôi và trở thành Thiên hoàng Meiji (Minh Trị Thiên hoàng).

## Gia quyến
- Song thân:

Thân phụ: Thiên hoàng Ninkō
Thân mẫu: Fujiwara no Tsuneko, cung phi
- Chính thất:

Nữ ngự: Kujō Asako (九条夙) (1935-1897), con gái của quan nhiếp chính Kujou Hisatada, sau được phong là Hoàng Thái hậu Eishō.
- Các cung phi:

Bojo Nobuko (坊城伸子) (1830-1850), không rõ thân thế, đã sinh cho Thiên hoàng người con trai đầu tiên là Hoàng tử Myōkōgein.
Nakayama Yoshiko (中山慶子) (1836-1907), con gái của Nakayama Tadayasu và là sinh mẫu của Thiên hoàng Minh Trị.
Horikawa Kiko (堀河紀子) (1837-1910),không rõ thân thế, đã sinh cho Thiên hoàng 2 người con gái là Công chúa Suma và công chúa Rie.
Imaki Shigeko (今城重子) (1828-1901), không rõ thân thế và không sinh được người con nào cho Thiên hoàng.
Imaki Naoko (今城尚子), không rõ năm sinh, năm mất lẫn gia thế và cũng không có con.

## Các niên hiệu của Thiên hoàng Kōmei
Thiên hoàng Kōmei là vị Thiên hoàng cuối cùng thay đổi niên hiệu trong thời gian trị vì. Kể từ thời con ông là Minh Trị, chỉ một niên hiệu duy nhất (được đồng nhất với danh hiệu chính thức của Thiên hoàng) được đặt và không thay đổi cho tới khi ông qua đời.
- Hoằng Hoá (Kōka, 1844-1848)
- Gia Vĩnh (Kaei, 1848-1854)
- An Chính (Ansei, 1854-1860)
- Vạn Diên (Man'en, 1860-1861)
- Văn Cửu (Bunkyū, 1861-1864)
- Nguyên Trị (Genji, 1864-1867)
- Khánh Ứng (Keiō, 1865-1868)